# ألعاب فيسبيك 2006
كانت ألعاب فيسبيك (ألعاب الشرق الأقصى وجنوب المحيط الهادئ لذوي الإعاقة)، والمعروفة رسمياً باسم ألعاب فيسبيك التاسعة والأخيرة، حدثاً رياضياً بارالمبياً متعدد الرياضات في منطقة آسيا والمحيط الهادئ. وأُقيم في كوالالمبور، ماليزيا، من 25 نوفمبر إلى 1 ديسمبر 2006. كانت هذه هي المرة الأولى والأخيرة التي تستضيف فيها ماليزيا هذه الألعاب. وهي العضو الثامن والأخير في منظمة فيسبيك الذي يستضيف ألعاب فيسبيك بعد اليابان وأستراليا وهونغ كونغ وإندونيسيا والصين وتايلاند وكوريا الجنوبية. تنافس حوالي 3641 رياضياً من 46 دولة في الألعاب التي تضمنت 19 رياضة. افتتح الألعاب رئيس وزراء ماليزيا، عبد الله أحمد بدوي في ملعب كوالالمبور.
تصدرت الصين قائمة الميداليات النهائية، تليها تايلاند وكوريا الجنوبية وماليزيا المضيفة. بعد الحفل الختامي، انحل اتحاد فيسبيك رسمياً ودُمج أعضائه في منطقتين من اللجنة البارالمبية الدولية: آسيا وأوقيانوسيا، وقد خلف هذا الحدث دورة الألعاب الآسيوية البارالمبية.

## المدينة المضيفة
قدمت ماليزيا ونيوزيلندا وهونغ كونغ عروضها لاتحاد فيسبيك لاستضافة الألعاب في 1999 وعرضتها في اجتماع اللجنة التنفيذية لفيسبيك في يناير 2000 في سول، كوريا الجنوبية. ومع ذلك، سحبت كل من نيوزيلندا وهونغ كونغ عروضها طواعية بعد فترة من الوقت واُختيرت كوالالمبور كمدينة مضيفة للألعاب.